# Marché de Valréas
Le marché de Valréas se tient deux fois par semaine dans la capitale de l'enclave des papes, chaque mercredi matin depuis le milieu du XVIe siècle et chaque samedi matin depuis le milieu du XVIIe siècle. À ses deux marchés historiques de Valréas, s'est adjoint, de novembre à mars, un marché aux truffes depuis le début du XXe siècle, c'est le troisième plus important du département de Vaucluse.

## Historique

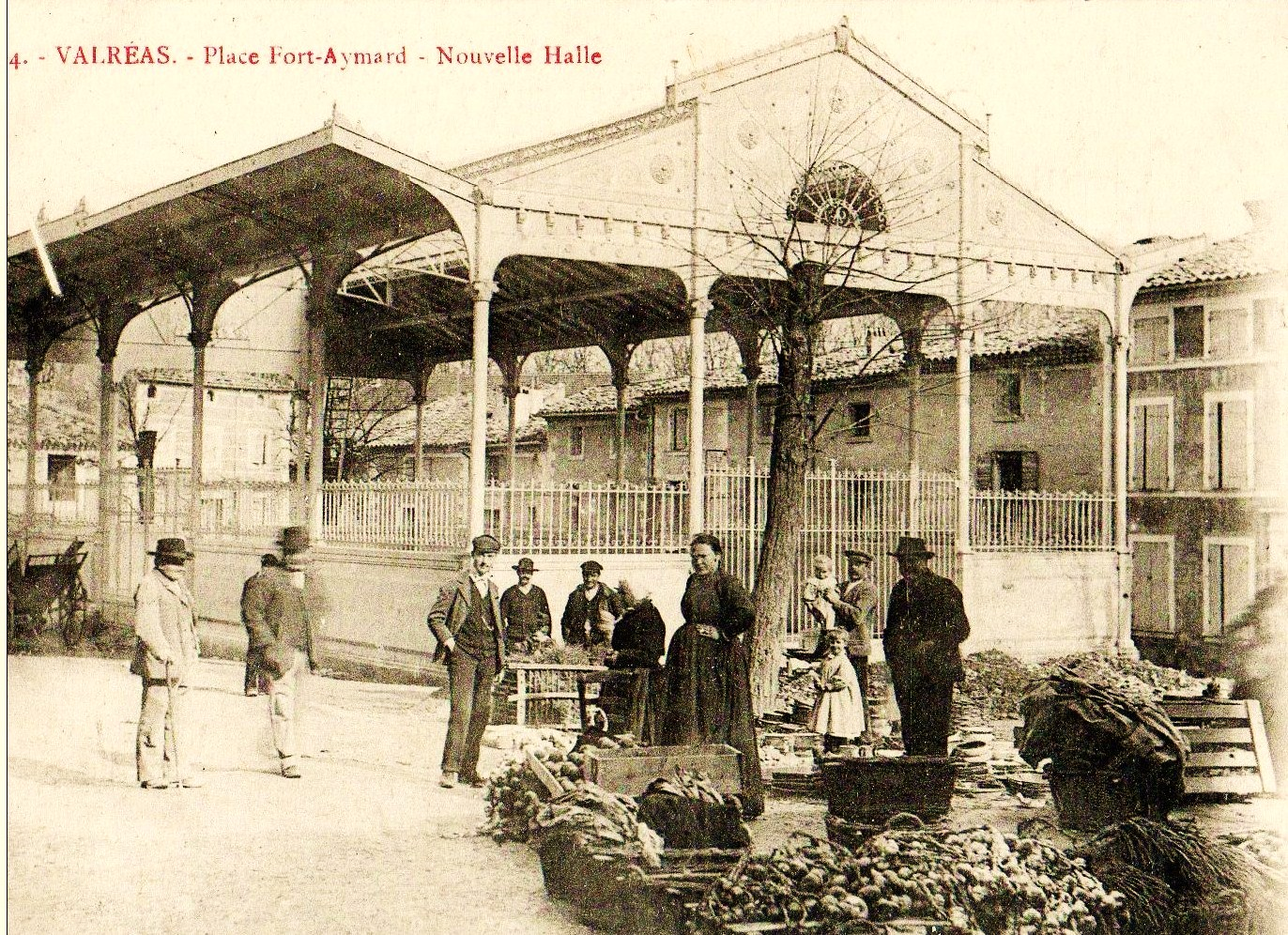
Petit marché du mercredi

En 1858, Jules Courtet, dans son Dictionnaire du département de Vaucluse, indiquait que la commune possédait deux marchés hebdomadaires. Le premier, celui du mercredi avait été fondé sur privilèges de Théodore-Jean de Clermont-Tallard, vice-légat d'Avignon, en 1553 ; le second, celui du samedi, un siècle plus tard, en 1652, par Laurent Corsi, autre vice-légat.  
Il ne signale pas les deux halles construites au milieu du XIXe et classées actuellement en tant que sites historiques au patrimoine. Il s'agit tout d'abord de la halle aux grains, sise rue Saint Antoine. Ce lieu de marché aujourd'hui détruit avait été construit par Coutel, architecte voyer, en 1839. La halle aux fruits et légumes, place Cardinal Maury, fut construite en 1853 par Joseph-Auguste Joffroy, architecte départemental. Elle a subi le même sort que la première. 
Ce ne sont pas les seuls marchés disparus, puisqu'il exista celui des macelliers (bouchers). Constantin Heruli, évêque de Nardi, et recteur du Comtat Venaisin, entre 1460 et 1472, autorisa les conseillers de Valréas à imposer une rêve (taxe) sur le débit de leur viande pendant 10 ans. 
Jean Pagnol, dans son ouvrage sur Valréas et l'Enclave des Papes, constatait que, dans les années 1960, ces deux marchés hebdomadaires servaient uniquement « d'approvisionnement aux besoins immédiats pour la ville et ses environs. Celui du samedi, le plus important, occupe des emplacements réservés à chaque nature des produits ».

Marché du samedi
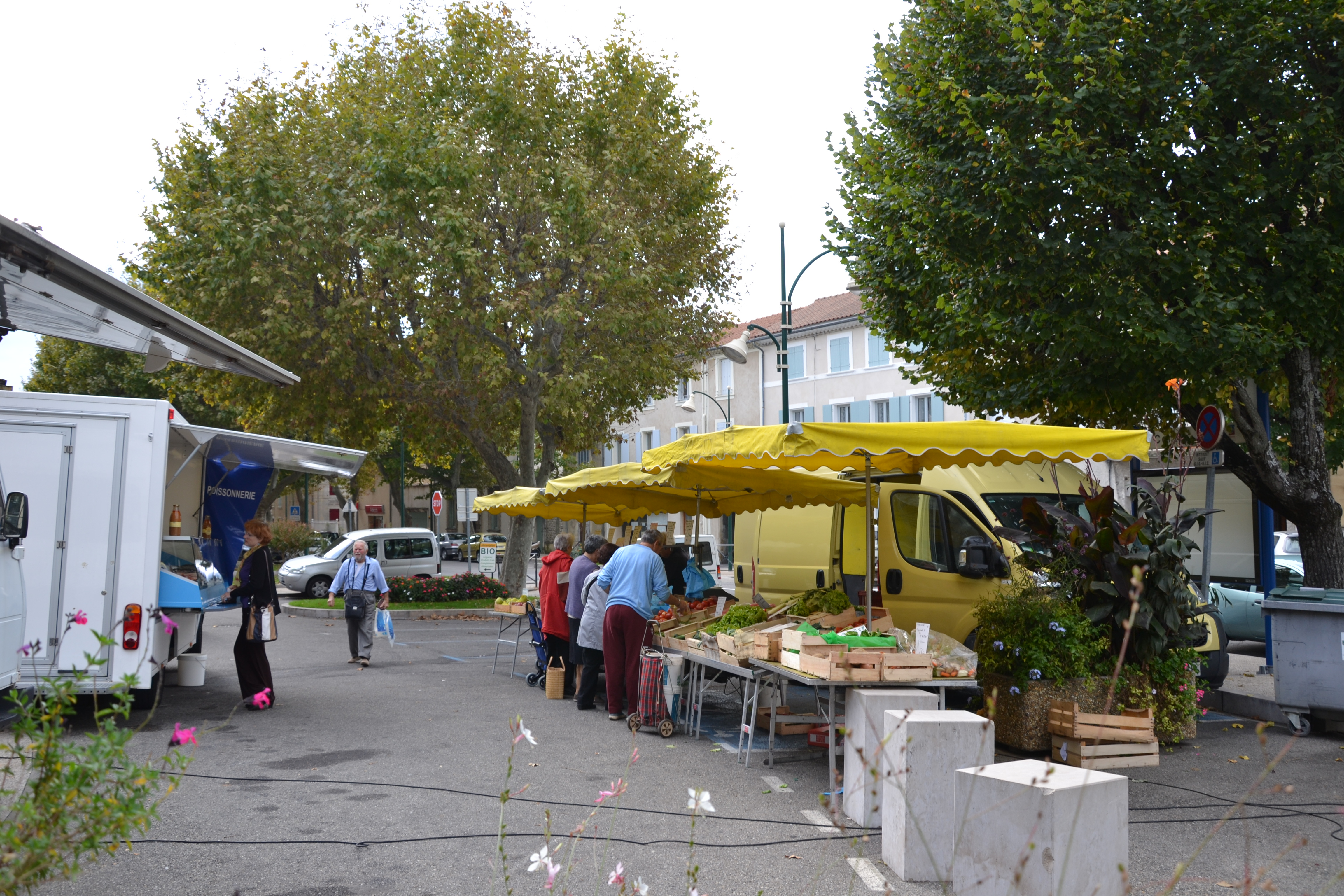
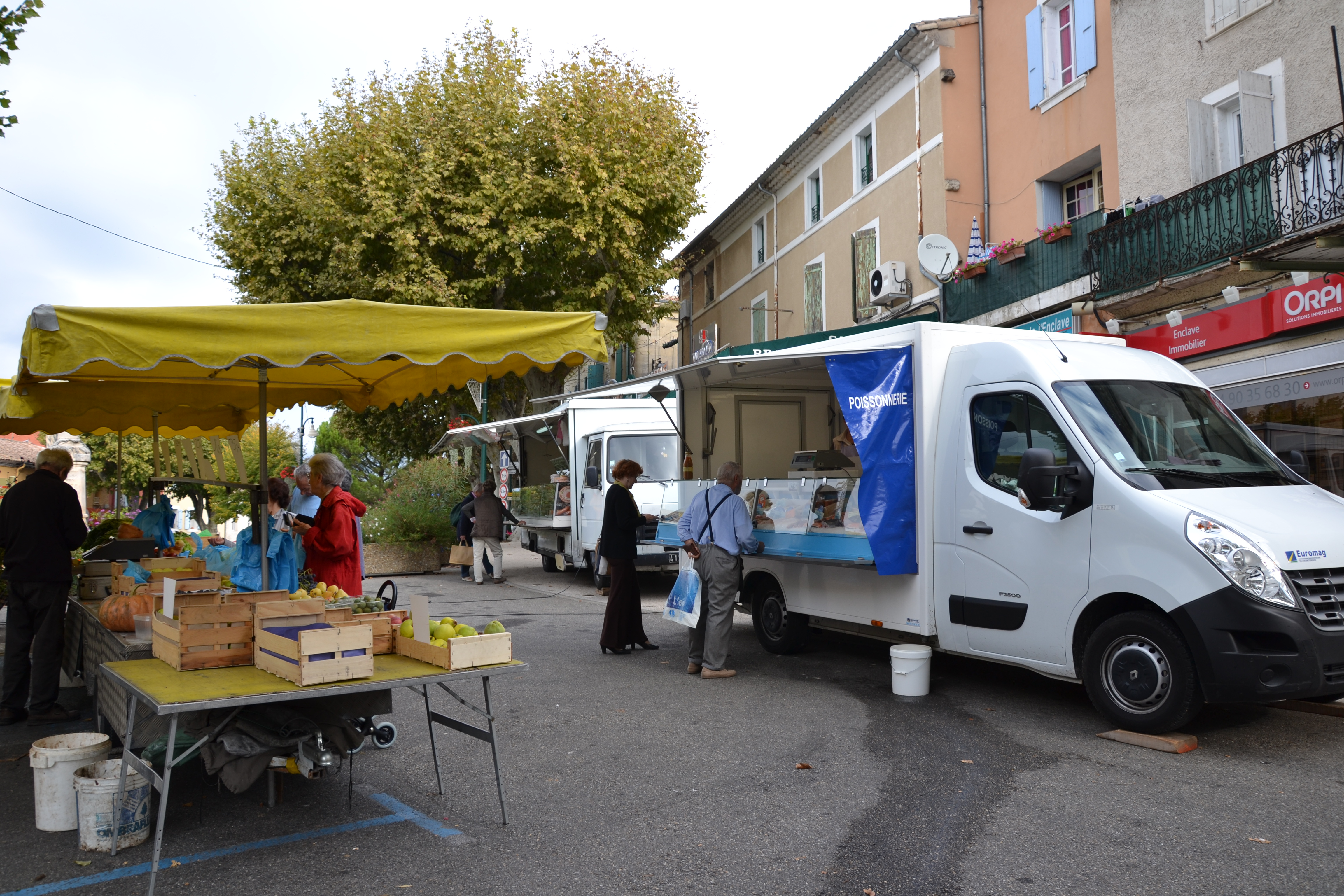
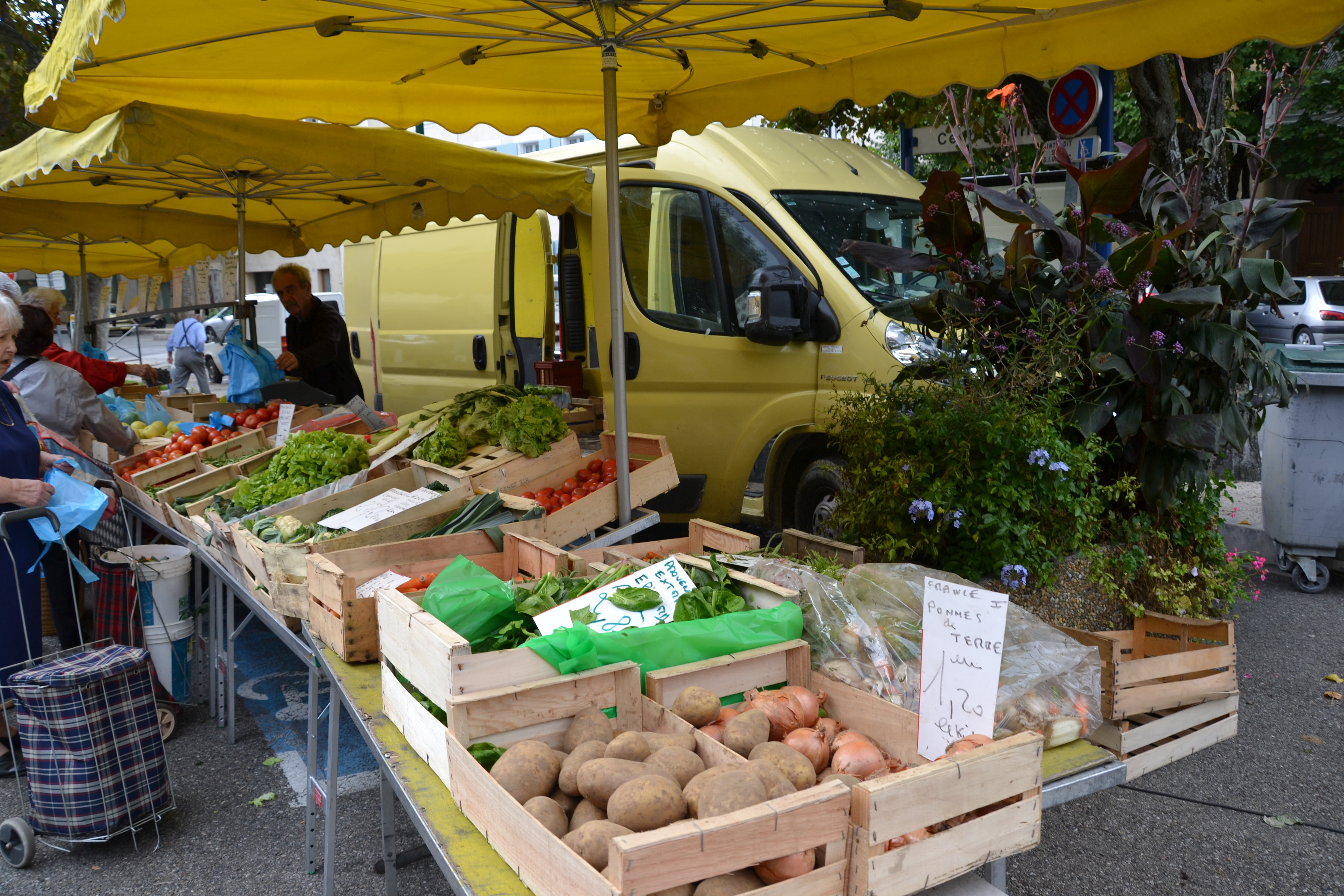

## Déroulement actuel
Le grand marché de Valréas se tient tous les mercredis en matinée. Les 80 étals se trouvent dans la partie est du centre-ville et sur le sud boulevard circulaire. Ils proposent fruits et légumes, viande de boucherie, charcuterie, produits locaux et du terroir, vêtements, ustensiles divers, meubles, jouets, fleurs et plantes. Le nombre d'étals et les produits alimentaires varient en fonction des saisons. 

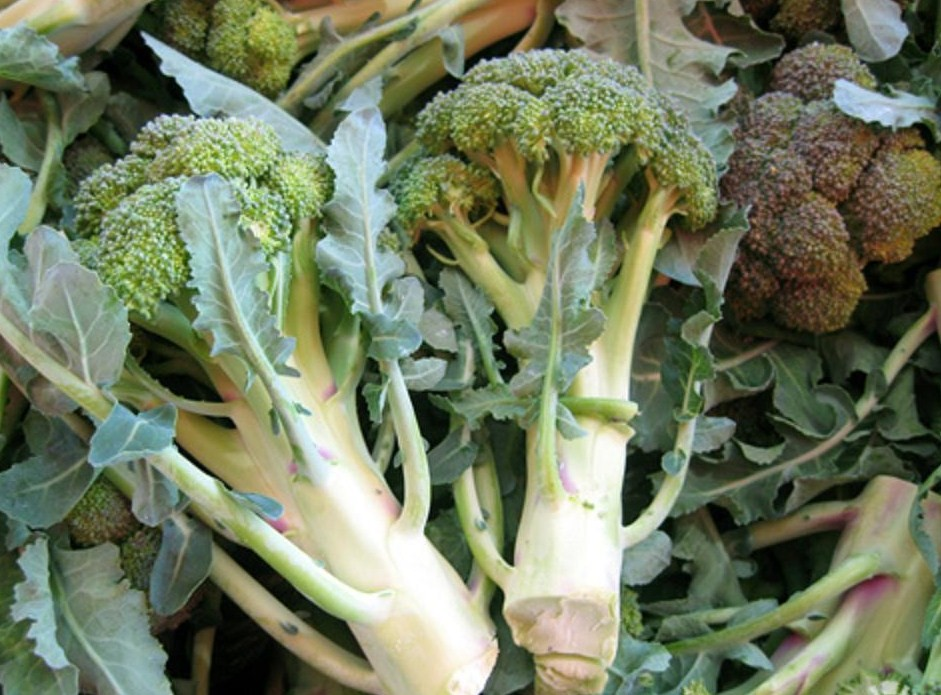
Brocolis
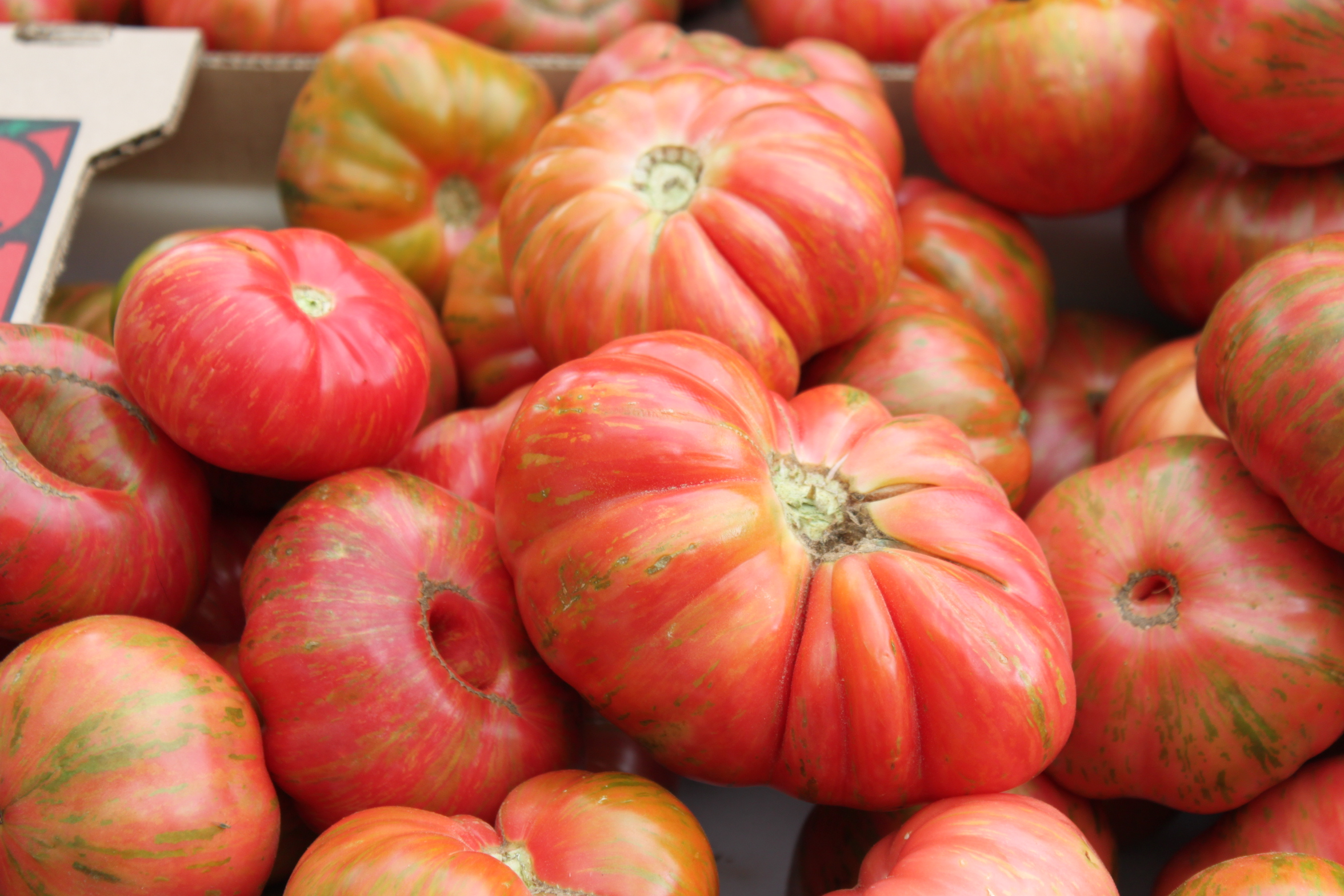
Tomates cœur de bœuf
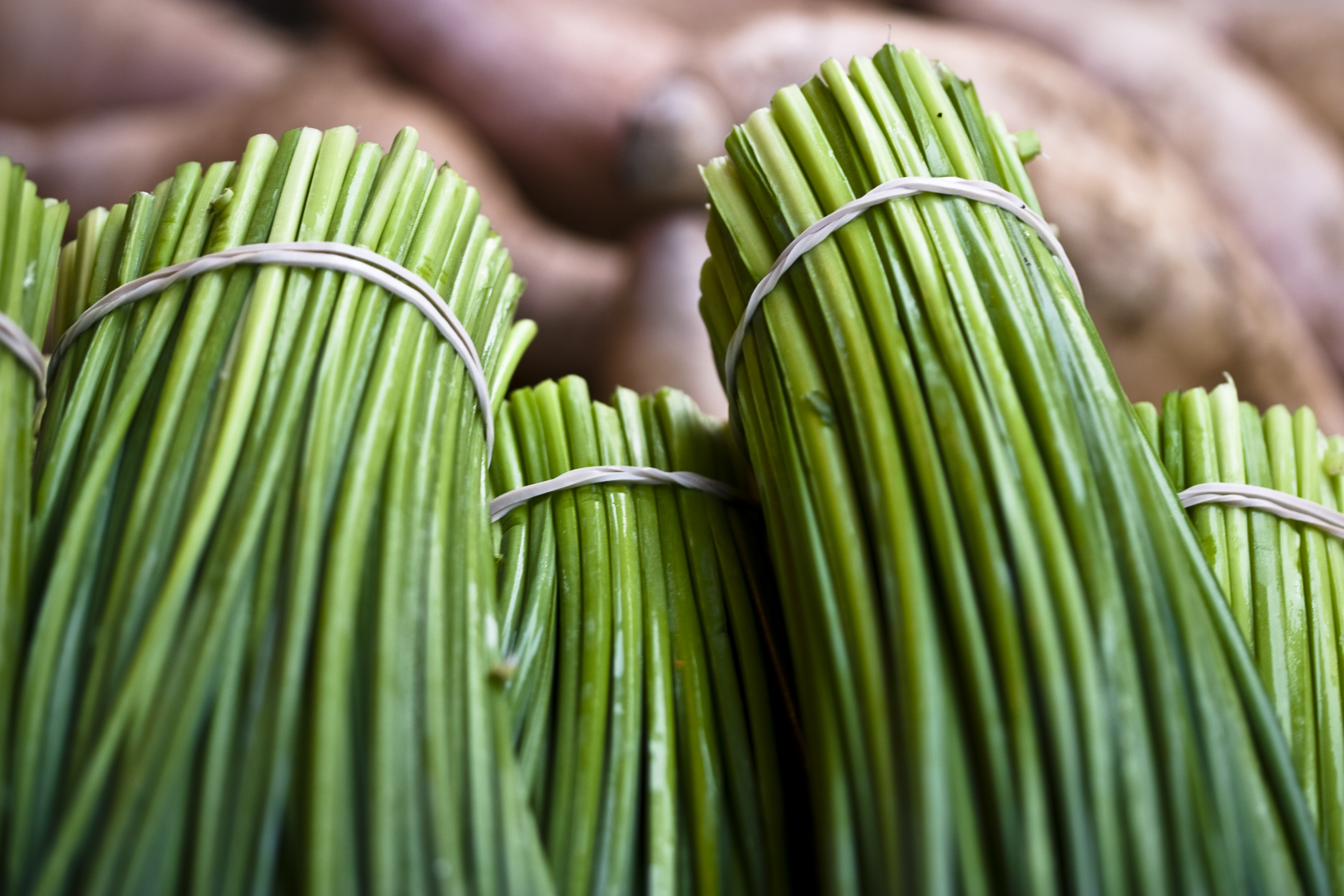
Ciboulette
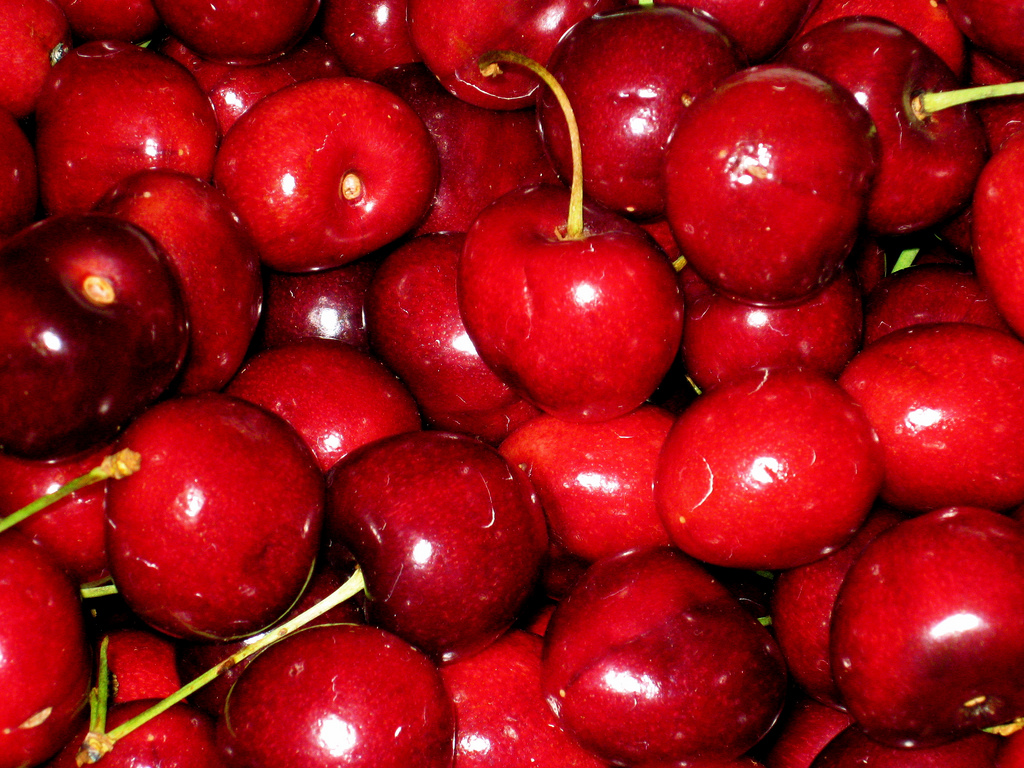
Cerises

Il est couplé avec le petit marché du samedi qui se tient aussi le matin. Il ne comprend que 10 étals installés sur le cours Jean Jaurès, au sud-ouest du tour de ville. Ce marché propose fruits, légumes, fleurs et plantes. 

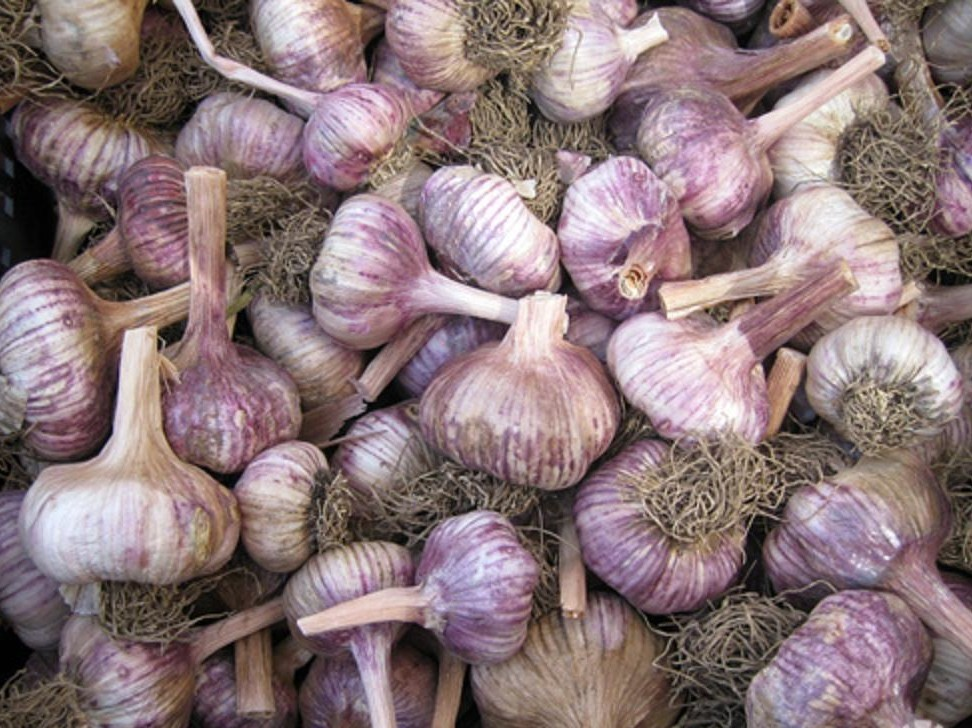
Ail violet
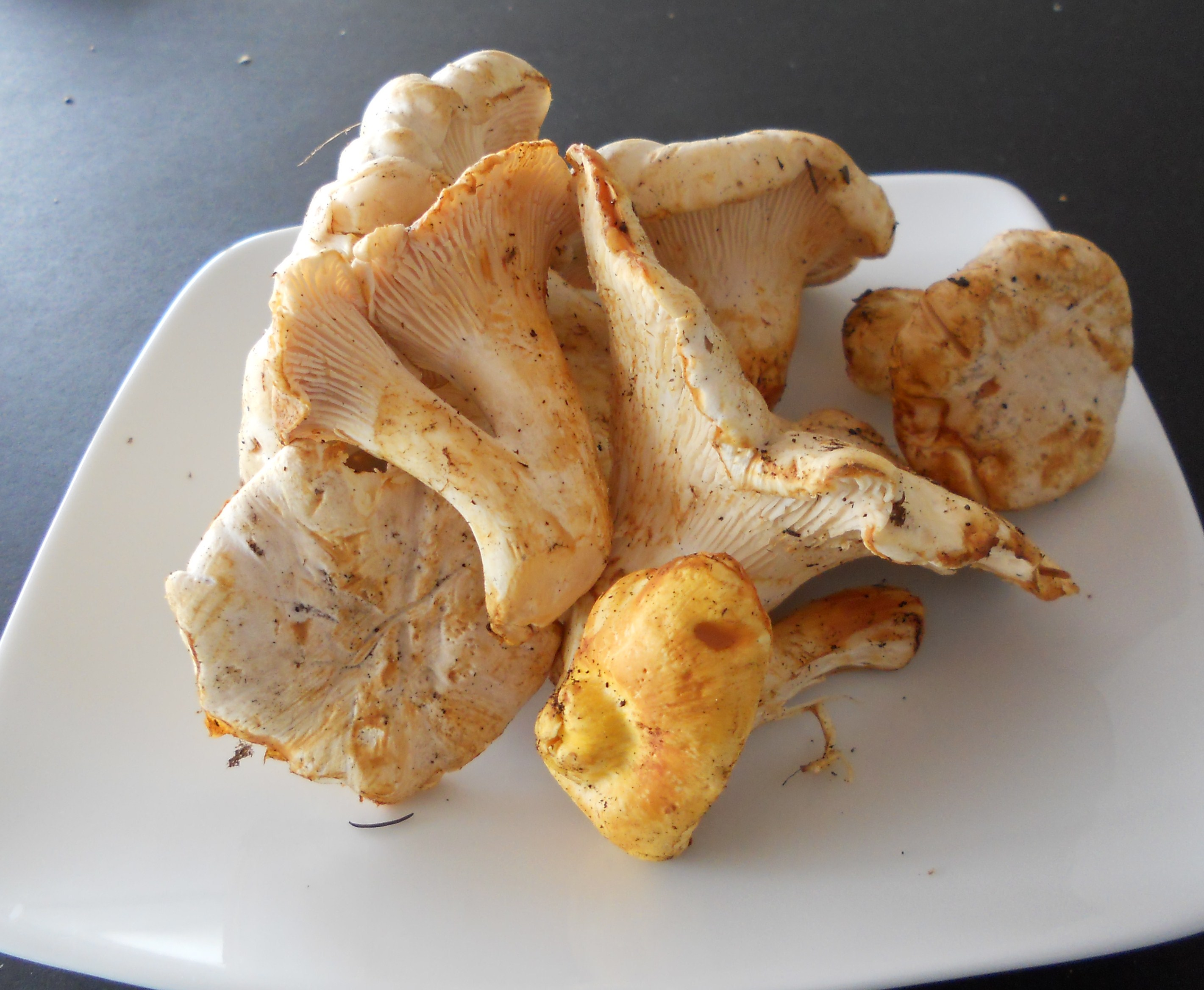
Chanterelles
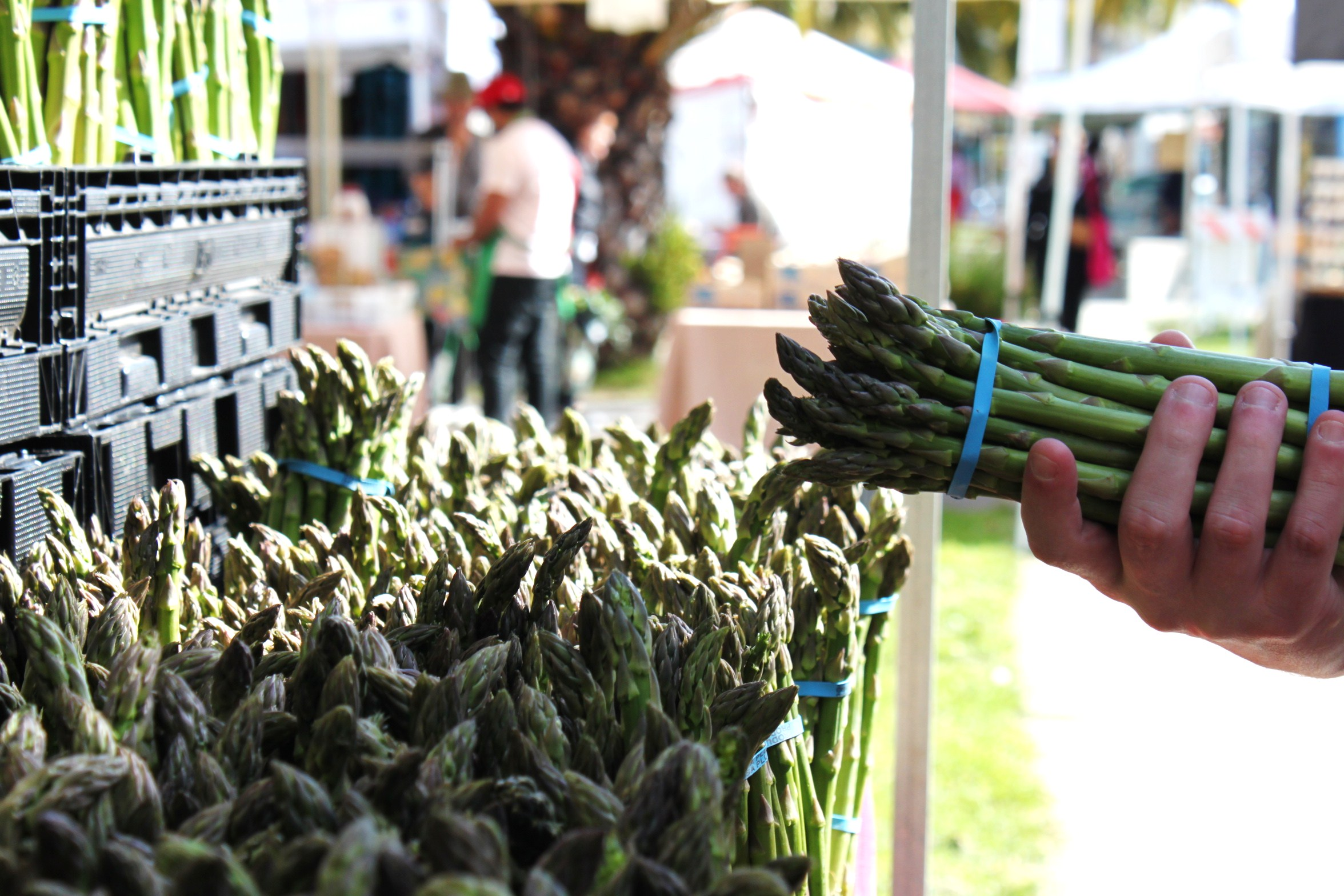
Asperges
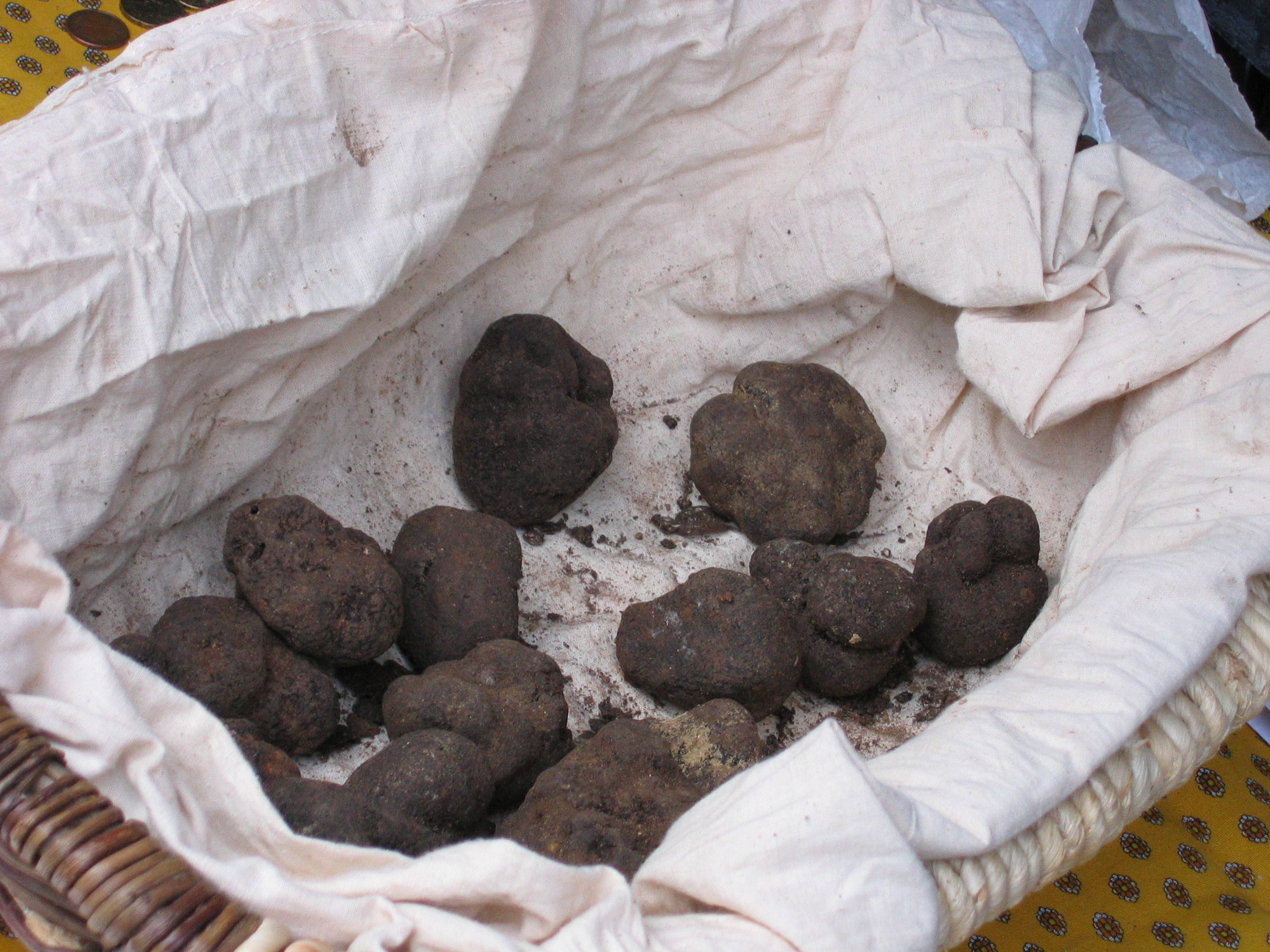
Truffes noires

Le marché aux truffes qui a lieu le mercredi matin est le troisième du département de Vaucluse en termes de quantité, derrière les marchés de Richerenches, le plus important d'Europe, et celui de Carpentras, qui fixe les cours au niveau national. Du début novembre à la fin mars, les 10 exposants qui proposent leurs truffes se retrouvent cours Jean Jaurès, au rond-point du monument aux morts.